# Xorides indicus
Xorides indicus är en stekelart som beskrevs av Gupta och Dali Chandra 1972. Xorides indicus ingår i släktet Xorides och familjen brokparasitsteklar. Inga underarter finns listade i Catalogue of Life.